# Відьмак: Кошмар Вовка
«Відьма́к: Кошма́р Во́вка» (англ. The Witcher: Nightmare of the Wolf) — повнометражний анімаційний фільм із франшизи «Відьмак», присвячений Весемиру, наставникові відьмака Ґеральта. Створений корейською студією «Studio Mir» і виданий 23 серпня 2021 року.
Події фільму передують основній сазі про відьмаків. Майбутній наставник Ґеральта Весемир розслідує хто стоїть за нападами чудовиськ на простих людей. У своїй подорожі він розкриває ганебну таємницю відьмаків і стикається з наслідками власних минулих вчинків.

## Сюжет
На шляхетську родину в лісі Кедвена нападає чудовисько. Весемиру вдається врятувати лише одного хлопчика. Перед смертю чудовисько говорить щось на архаїчному ельфійському діалекті з чого відьмак розуміє, що істоту хтось контролював ззовні.
Весемир згадує свою молодість, коли він разом з близькою подругою Ілліаною були слугами у дворянина, коханка якого раптово захворіла. Відьмак на ім'я Деглан дійшов висновку, що ця жінка була одержима Марою, і за допомогою Весемира успішно вигнав чудовисько. Мріючи про славу і багатство, Весемир покинув Ілліану і вирушив у замок Каер Морхен, щоб теж стати відьмаком. Після років суворих тренувань та процедур він став успішним відьмаком, водночас як майстерним, так і зарозумілим.
До Весемира навідується ельф Філавандрель, який вважає, що вбита в лісі істота була під контролем Кіцу, ельфійської дівчини, яка зникла безвісти, а за нею пішли численні інші. Він просить відьмака допомогти в пошуках Кіцу, проте Весемир відмовляється. Тим часом чарівниця Тетра Гілкрест намагається переконати короля убити відьмаків Каер Морхена, але радниця, леді Зербст, заступається за відьмаків.
Весемир знову відвідує Каер Морхен, де неохоче наглядає за підготовкою новобранців. Несподівано його та відьмака Луку заарештовують за звинуваченням у вбивстві двох лицарів, які образили їх у таверні. Тетра просить короля стратити ув'язнених відьмаків, але леді Зербст переконує його натомість послати Весемира разом з Тетрою на пошуки Кіцу. Вона особисто розкриває Весемиру, що насправді є Ілліаною, яку той колись покинув. Весемир і Тетра подорожують лісом у пошуках Кіцу, і вона розповідає йому історію про молоду чарівницю, яку несправедливо убив відьмак-запроданець. Відтоді вона переконана, що всі відьмаки «зіпсовані». Зрештою мандрівники знаходять дівчину, здатну насилати потужні ілюзії, та борються з її василіском. Вони вбивають василіска, але Кіцу, скориставшись боєм, тікає далі в ліс.
Слідуючи за Кіцу, вони зустрічають стару покинуту ельфійську школу, де знаходять тіла зниклих ельфів. Поміж них проте виявляється живий Філавандрель, який пояснює, що Кіцу намагалася повторити експерименти, проведені над нею відьмаками. Мандрівники приходять до висновку, що відьмаки зумисне створюють нових чудовиськ аби підтримувати попит на свої послуги. Філавандрель забирає з собою ще одну вцілілу, але застерігає її не користуватися придбаними здібностями для зла, інакше покличе Весемира вбити її. Весемир припускає, що зустрінені раніше чудовиська були створені в Каер Морхені, а отже за цим стоїть Деглан. Тетра руйнує лігво Кіцу, а потім повертається до короля з доказами причетності відьмаків до нападів чудовиськ. Король дає дозвіл взяти в облогу Каер Морхен, а Луку наказує стратити. Проте на прохання леді Зербст король все ж погоджується Луку помилувати.
Деглан зізнається Весемиру у створенні чудовиськ з метою нав'язувати свої послуги, але не може допустити, щоб про це дізналися інші. Двоє відьмаків сходяться у двобої, у який втручається Ілліана з Тетрою. Використовуючи здатність контролювати чудовиськ, Тетра нацьковує їх на відьмаків, поки жителі міста Ард Керрей штурмують Каер Морхен. Ілліана ж допомагає новобранцям втекти.
Багато відьмаків гине в бою. Деглан намагається стримати штурм, поки Весемир протистоїть Тетрі, яка захопила магів і тримає їх в заручниках у підвалі. Прибуває Кіцу і занурює Весемира в ілюзію, коли він одружився з Ілліаною та мав сім'ю. Однак Весемир долає ілюзії і вступає у запеклу битву з Тетрою та її поплічниками. Він вбиває Тетру і ранить Кіцу, але й це виявляється ілюзією. Насправді він убиває мага і ранить Ілліану, яких сприйняв за ворогів.
Тетра нападає на Весемира ззаду, і каже, що вона донька чарівниці, про яку розповідала раніше, а вбивцею її матері був сам Весемир. Але слідом Тетру вбиває смертельно поранений Деглан, який просить Весемира знайти дітей і виховати з них «кращих людей». За розпорядженням Ілліани Весемир дозволяє Кіцу втекти та виносить Ілліану з палаючого замку.
Весемир вирушає з Ілліаною на озеро, де вона завжди мріяла жити. Ілліана помирає від ран, а Весемир роздає відьмацькі медальйони новобранцям, пропонуючи стати новими відьмаками або йти геть. Малий Ґеральт каже, що тепер відьмаків усі будуть ненавидіти, на що Весемир заперечує словами, що чудовиськ завжди буде більше, ніж відьмаків.

## Актори озвучування
- Тео Джеймс — Весемір
  - Девід Ерріго — юний Весемір
- Мері Мак-Доннелл — Леді Зербст
  - Дженніфер Гейл — юна Зербст
- Лара Пулвер — Тетра
- Грем Мак-Тавіш — Деглан[4]
- Карі Волгрен — Кітсу

## Оцінки й відгуки
«Відьмак: Кошмар вовка» зібрав 100 % позитивних рецензій на Rotten Tomatoes з середньою оцінкою 7/10. На Metacritic середня оцінка складає 67/100.
Ерік Кейн із «Forbes» писав, що «Фільм додає шарів до всесвіту Відьмака, надаючи нам важливу передісторію та більше захопливої політики й інтриги, які роблять цю серію настільки переконливою». За його словами, фільм має однаково хороші сценарій, персонажів, озвучення та музику. Якщо чомусь і можна дорікнути, то тому, що його візуальний стиль надто відрізняється від стилю телесеріалу «Відьмак», але «Відьмак: Кошмар вовка» все одно вартий перегляду.
Згідно з Ендрю Вебсетром із «The Verge», фільму вдається зобразити похмурий світ «Відьмака». «Кошмар вовка» жорстокий і показує Весемира, для якого битви — це розвага, тоді як для Геральта вони робота. Битви динамічні, чому сприяє анімаційна форма фільму, і їх цікаво дивитися, навіть знаючи наперед головний сюжетний поворот. Але фільм радше призначений заповнити розрив між першим і другим сезонами телесеріалу, ніж бути самостійним твором.
Енджі Ган із «The Hollywood Reporter» відгукувалася: «Екшн-сцени використовують гнучкість, яку пропонує анімація — очікуйте купу драматизму, багато крові та здорове нехтування „реалізмом“». Але темп оповіді в першій половині фільму гальмується зверненнями до минулого Весемира. Вони підносять його як персонажа (який виглядяє більш нахабним, ніж сміливим), проте не приводять до аналізу цінностей світу «Відьмака» чи нашого власного. Можна, втім, сподіватися, що персонажі «Кошмару вовка» ще з'являться десь пізніше.
Фільм був номінований на 49-ту церемонію вручення премії «Енні» за найкращий анімаційний спецвипуск .